# トゥー・マッチ・ラヴ・ウィル・キル・ユー
「トゥー・マッチ・ラヴ・ウィル・キル・ユー」（Too Much Love Will Kill You）は、イギリスのロックバンド、クイーンのギタリスト、ブライアン・メイが1992年にリリースした楽曲。作曲はブライアン、フランク・ムスカー、エリザベス・レイマーズ。1992年のフレディ・マーキュリー追悼コンサートで初演奏された。1992年10月28日に発売された日本盤のタイトルは、「愛の結末〜トゥー・マッチ・ラヴ・ウィル・キル・ユー〜」（あいのけつまつ トゥー・マッチ・ラヴ・ウィル・キル・ユー）。

## 解説
クイーンのアルバム『メイド・イン・ヘヴン』（1995年リリース）には、フレディ・マーキュリーによるボーカル・バージョンが収録されている。元々は1989年リリースの『ザ・ミラクル』のレコーディングに入る時点で既に作られていた曲であり、クイーンの楽曲としてレコーディングも行われていたが、当時のクイーンが作詞作曲のクレジットをバンド名義にしていた事に関連して、共作者であるフランク・ムスカー、エリザベス・レイマーズ側と権利関係の整理が付けられなかった事などから、『ザ・ミラクル』への収録を断念した経緯がある。

## プロモーション・ビデオ (クイーン版)
この楽曲のクイーン・バージョンには、過去の楽曲のプロモーション・ビデオなどを中心に構成されたプロモーション・ビデオが作成された。ビデオ内ではクイーンだけでなく、フレディのソロ曲のプロモーション・ビデオの映像も使用されている。このビデオ・クリップはDVD『ジュエルズ』などで視聴することができる。なお、DVD収録バージョンは短く編集されている。

## シングル収録曲

### ブライアン盤
イギリス盤【7" single】
1. 愛の結末〜トゥー・マッチ・ラヴ・ウィル・キル・ユー〜 - Too Much Love Will Kill You (May/Lamers/Musker)
2. アイム・スケアード - I'm Scared (May)

イギリス盤・日本盤【CD single】
1. 愛の結末〜トゥー・マッチ・ラヴ・ウィル・キル・ユー〜 - Too Much Love Will Kill You (May/Lamers/Musker)
2. アイム・スケアード - I'm Scared (May)
3. 愛の結末〜トゥー・マッチ・ラヴ・ウィル・キル・ユー〜 (ギター・ヴァージョン) - Too Much Love Will Kill You (Guitar Version) (May/Lamers/Musker)
4. ドリヴィン・バイ・ユー (ニュー・ヴァージョン) - Driven By You (New Version) (May)

### クイーン盤
アメリカ盤【CD single】
1. トゥー・マッチ・ラヴ・ウィル・キル・ユー - Too Much Love Will Kill You (May/Lamers/Musker)
2. ロック・イン・リオ・ブルース - Rock In Rio Blues (Deacon)

イギリス盤【CD single】
1. トゥー・マッチ・ラヴ・ウィル・キル・ユー - Too Much Love Will Kill You (May/Lamers/Musker)
2. 永遠の翼 - Spread Your Wings (Deacon)
3. ウィ・ウィル・ロック・ユー - We Will Rock You (May)
4. 伝説のチャンピオン - We Are the Champions (Mercury)

イギリス盤【7" single】
1. トゥー・マッチ・ラヴ・ウィル・キル・ユー - Too Much Love Will Kill You (May/Lamers/Musker)
2. ウィ・ウィル・ロック・ユー - We Will Rock You (May)
3. 伝説のチャンピオン - We Are the Champions (Mercury)

## 収録アルバム
- ブライアンのソロバージョン
  - 『バック・トゥ・ザ・ライト〜光にむかって〜』
- クイーンによるバージョン
  - 『メイド・イン・ヘヴン』
  - 『グレイテスト・ヒッツIII 〜フレディー・マーキュリーに捧ぐ〜』
  - 『ジュエルズ』

## 楽曲を使用している作品
TV作品
- スキャンダル （1993年・フジテレビ）- 主題歌。※ブライアン・メイ版